# 法比安·拉米罗
法比安·拉米罗（法語：Fabien Lamirault，1980年3月17日—），法国男子乒乓球运动员。他曾代表法国参加2012年、2016年和2020年夏季残疾人奥林匹克运动会乒乓球比赛，获得二枚金牌、一枚银牌和一枚铜牌。